# Фаис
Фаис (англ. Fais) — атолл в восточной части Каролинских островов (Кирибати).
Остров Фаис расположен примерно в 87 км к востоку от Улити и в 251 км к северо-востоку от Япа и является ближайшей сушей к Бездне Челленджера, расположенной примерно в 290 км.
В 2000 году население острова Фаис составляло 215 человек.

## География
Остров Фаис представляет собой продолговатую, овальной формы приподнятую коралловую массу с максимальной высотой 18 метров, окруженную узкой лагуной и окаймляющим рифом, за исключением северо-восточной и юго-западной оконечности. Общая площадь суши составляет 2,6 кв. км.

## История
Впервые остров Фаис был замечен европейцами 23 января 1543 года, испанской экспедицией Руя Лопеса де Вильялобоса. К удивлению испанцев, местные жители вышли на каноэ, осеняя себя крестным знамением и говоря «Buenos días, matelotes!» на идеальном испанском языке XVI века («Добрый день, моряки!»), что свидетельствовало о том, что одна из предыдущих испанских экспедиций побывала в этом районе. Поэтому Фаис был нанесен на карту как Мателотес. Зная об этой истории, Антониу Галван, губернатор Тернате в то время, в своем «Tratado dos Descubrimientos» от 1563 года говорит, что это произошло потому, что он послал некоего Франсишку де Кастро в качестве командира корабля с прозелитической миссией на острова, открытые в районе Фаиса португальцем Диего да Роша (Улити в 1526 году) . Однако, хотя это и может быть естественным объяснением инцидента, оно не объясняет, почему, согласно записям Вильялобоса, местные жители приветствовали их на «безупречном» испанском, а не на португальском. Оригинальный рассказ об этой истории содержится в отчете, который августинец фраер Херонимо де Сантистебан, путешествовавший с экспедицией Виллалобоса, написал для вице-короля Новой Испании, находясь в Кочине во время путешествия домой.